# Walter Scheller
Walter Scheller (27 de enero de 1892 - 21 de julio de 1944) fue un general en la Wehrmacht de la Alemania Nazi durante la II Guerra Mundial, que comandó varias divisiones. Fue condecorado con la Cruz de Caballero de la Cruz de Hierro. Scheller murió en combate en Brest-Litovsk el 21 de julio de 1944, durante la ofensiva de Lublin-Brest.

## Segunda Guerra Mundial
Oberst Walter Scheller sirvió en calidad de jefe de Estado Mayor del Wehrkreis X en Hamburgo al inicio de la II Guerra Mundial, un puesto que ocupó desde el 26 de agosto de 1939 y que mantendría hasta el 26 de mayo de 1940. Después asumió el mando de la 8.ª Brigada de Rifles dentro de la 8.ª División Panzer, que dirigió en combate durante la batalla de Francia. Scheller tomó el mismo mando en la invasión de Yugoslavia en la primavera de 1941, y lo dirigió en la Operación Barbarroja, todavía dentro de la 8.ª División Panzer, como parte del Grupo de Ejércitos Norte. El 1 de octubre de 1941 Walter Scheller fue promovido a Generalmajor.
El 20 de octubre de 1941 Scheller asumió el mando de la 11.ª División Panzer hasta el 16 de mayo de 1942, cuando fue destinado a la reserva (Führerreserve). Dirigió esta unidad en la batalla de Moscú, y pasó el invierno en posiciones defensivas en el eje Yukhnov-Gshatsk (hoy llamado Gagarin) en el oeste y suroeste de Moscú. Entre el 22 de marzo y el 18 de abril de 1942 la 11.ª División Panzer luchó en la Ofensiva Estratégica de Rzhev-Vyazma, parte de las batallas de Rzhev, y estuvo involucrado en operaciones clave entre Vyazma y Yartsevo.
El 28 de julio de 1942, Scheller asumió el mando de la 9.ª División Panzer, y el 4 de agosto de 1942, se le ordenó a la división desde el noroeste de Oriol participar en un ataque a Sukhinichi, y estuvo envuelta en una intensa lucha alrededor de Zhizdra, donde la unidad fue obligada a retirarse tras el río Zhizdra. A partir del 9 de septiembre la división pasó a la reserva a las órdenes del 9.º Ejército en el área de Gshatsk, y se encontró en la zona de Sychovka para el 29 de septiembre de 1942 enfrentándose a fuerzas soviéticas durante la Primera Ofensiva de Rzhev-Sychovka.
En noviembre y diciembre de 1942 Scheller y su unidad se encontraban en el río Vazuza entre Rzhev y Vyazma. El 1 de enero de 1943 Scheller fue promovido a Generalleutnant, y el 4 de febrero de 1943 le fue concedida la Cruz Alemana en Oro. A finales de febrero y marzo, la 9.ª División Panzer se vio involucrada en duros combates defensivas en el área de Zhizdra, y después fue trasladada al sur de Oriol en preparación para la batalla de Kursk. El 3 de abril de 1943 Scheller recibió la Cruz de Caballero de la Cruz de Hierro. Scheller, que había sido condecorado con la Cruz de Caballero por excelente liderazgo, demostró una rara valentía, esta vez no ante el enemigo, sino ante sus superiores. El general que había sido soldado desde los diecinueve años, sabía cuándo no obedecer. El 21 de julio, Model relevó al Teniente General Walter Scheller, comandante veterano de la 9.ª División Panzer, por rechazar hacer un contraataque suicida contra el flanco occidental de Bagramian cerca de Krasnikov. El 20 de octubre de 1943, Scheller tomó el mando de la 334.ª División de Infantería, que dirigió hasta el 27 de noviembre de 1943. Se unió a su nuevo mando en Génova, Italia, bajo el Grupo de Ejércitos B. El 27 de noviembre de 1943 asumió el mando de la 337.ª División de Infantería a las órdenes del 4.º Ejército en el área de Orsha-Gorki en Bielorrusia. Comandó esta división hasta el 1 de febrero de 1944.
El 7 de marzo de 1944, el Generalleutnant Walter Scheller recibió el mando de la ciudad de Brest-Litovsk. El 22 de julio de 1944, cayó en combates por la ciudad durante la ofensiva de Lublin-Brest.

## Condecoraciones
- Cruz de Caballero de la Cruz de Hierro el 3 de abril de 1943 como Generalleutnant y comandante de la 9. Panzer-Division[7]